# San Juan de los Pinos
San Juan de los Pinos är en ort i Mexiko.   Den ligger i kommunen Acatepec och delstaten Guerrero, i den södra delen av landet, 260 km söder om huvudstaden Mexico City. San Juan de los Pinos ligger 983 meter över havet och antalet invånare är 168.
Terrängen runt San Juan de los Pinos är lite bergig, och sluttar söderut. Runt San Juan de los Pinos är det ganska tätbefolkat, med 58 invånare per kvadratkilometer. Närmaste större samhälle är Ayutla de los Libres, 18,5 km söder om San Juan de los Pinos. I omgivningarna runt San Juan de los Pinos växer huvudsakligen savannskog.